# سیتگو
سیتگو (به انگلیسی: Citgo) شرکت نفتی مستقر در هیوستون، تگزاس، ایالات متحده آمریکا است، که مالک فعلی آن، شرکت نفتی ونزوئلایی پی‌دی‌وی‌اس‌آ می‌باشد.
شرکت سیتگو در زمینه پالایش نفت، تولید محصولات پتروشیمی و توزیع بنزین فعالیت می‌نماید.